# Ventura Pardal
Ventura Pardal (18??-1962). Primer Intendente de la ciudad de Las Varillas, Córdoba, (Argentina) y persona de gran participación en el desarrollo político y cultural de la Ciudad.

## Vida política
Pardal fue, junto a los doctores Diego Montoya y Lorenzo Ortiz, uno de los pioneros en la política de Las Varillas. Todos ellos pertenecían al Partido Demócrata y luego, con la aparición pública de Perón, se pasaron a las filas del Justicialismo. En total estuvo tres veces a cargo del ejecutivo de la Ciudad de Las Varillas, habiendo ganado las elecciones con el Partido Demócrata en 1918 y con el Justicialismo en 1954. En 1931 fue nombrado Comisionado Municipal (interventor). Fue Concejal y Secretario Municipal en varias oportunidades.

### Primera Intendencia
Su primera intendencia comenzó el 8 de septiembre de 1918 y se prolongó hasta el 12 de julio de 1919. En aquellos tiempos los cargos electivos se renovaban anualmente.
Tuvo una ardua tarea debido a que todo el cuerpo normativo de ordenanzas y disposiciones estaba por hacerse. Durante esta intendencia se establecieron los impuestos de patentes, peaje (para vehículos de otras localidades), publicidad, juegos de azar y patentes para perros. Se estableció la obligatoriedad de construir veredas de 2,5 metros de ancho. Se reglamentaron las “casas de tolerancia”, la exhibición pública de animales y la velocidad máxima de circulación (15 km/h). En cuanto a obra pública se llamó a licitación para el servicio de alumbrado público y se contrató el terraplenamiento de calles y accesos.

### Segunda Intendencia (Intervención)
La segunda intendencia se prolongó desde el 11 de febrero de 1931 hasta el 20 de enero de 1932. En ese año de gobierno, se creó la Oficina de Catastro municipal (encargada de hacer nuevos padrones de las propiedades urbanas), se designó una Junta de Sanidad y se puso en funcionamiento el Boletín Oficial Municipal. Además se plantaron árboles, notablemente 250 plátanos.

## Vida profesional
Ventura Pardal fue maestro, farmacéutico y notario. En 1912 llegó a Las Varillas y poco tiempo después abrió el primer Registro Público. La farmacia Pardal fue la única de Las Varillas hasta 1930. Se jubiló en 1957.

## Otras participaciones
Fue Consejero Escolar, Presidente del Colegio de Escribanos del Departamento San Justo, del que era su decano, e integró numerosas comisiones de diversas instituciones del medio, como por ejemplo la Biblioteca Popular Sarmiento.